# 漁光里 (臺南市)
漁光里是臺灣臺南市安平區的一個里，位於安平區西部，人口僅455人，為安平區人口最少且唯一未滿1,000人的里，管轄範圍即為整個漁光島（三鯤鯓）。過去是漁民活動的場所，但到了清朝光緒年間左右才有人定居下來。大部分的居民住在南邊的「新寮仔」，但也有人住在北邊的「管頭」。
過去南北兩端曾先後與陸地相連，但現在均為安平港的港道，故陸上交通仰賴漁光大橋，與對岸的億載里往來。

## 沿革

日治初期的效忠里地圖
安平街
上鯤鯓社（庄）
下鯤鯓社（庄），由三鯤鯓與四鯤鯓組成

漁光里一地舊名「三鯤鯓」，是臺江內海七鯤鯓之一。於清代劃為效忠里的一部分，日治初期沿用堡里，為效忠里下鯤鯓社（庄）的一部分，大正九年（1920年）行政區劃調整後，效忠里下鯤鯓庄改為永寧庄下鯤鯓大字。後來在昭和十一年（1936年）10月1日，下鯤鯓大字從永寧庄分出，併入臺南市。
二次大戰後，三鯤鯓一帶仍與四鯤鯓相連，劃為南區鯤明里，1954年設漁光里。後來因1978年南邊開挖安平港新港道，使得三鯤鯓與四鯤鯓分開，獨立於南區各里之外，遂於次年改隸安平區。北邊的舊港道則陸化且修築馬路，與安平相連。
2009年漁光大橋完工通車，次年舊港道重新打通。北側港道主要進出漁港，南側港道主要進出商港。
2020年，中華民國國慶煙火在台南，施放地點就在該島。

## 聚落
三鯤鯓過去是安平一帶漁民冬季捕魚避風、臨時棲息之所，他們大多是在東側搭寮暫住。直到清光緒年間，才有從白砂崙來的李姓、下茄定薛姓、灣裡廟後厝林姓、大甲邱姓、蚵寮洪姓的漁民到此定居。他們來此居住時，先在今天漁光里南端一帶搭建草寮，將當地取名作「新寮仔」。不過也有一部分的人到北邊居住，因為該處相對於「新寮仔」來說在「上面」，所以稱為「管頭」（意指「上頭」）。雖然已於1979年改隸安平區，但當地居民臺灣閩南語口音仍與市區一致，與安平偏泉腔不同。

## 相片集

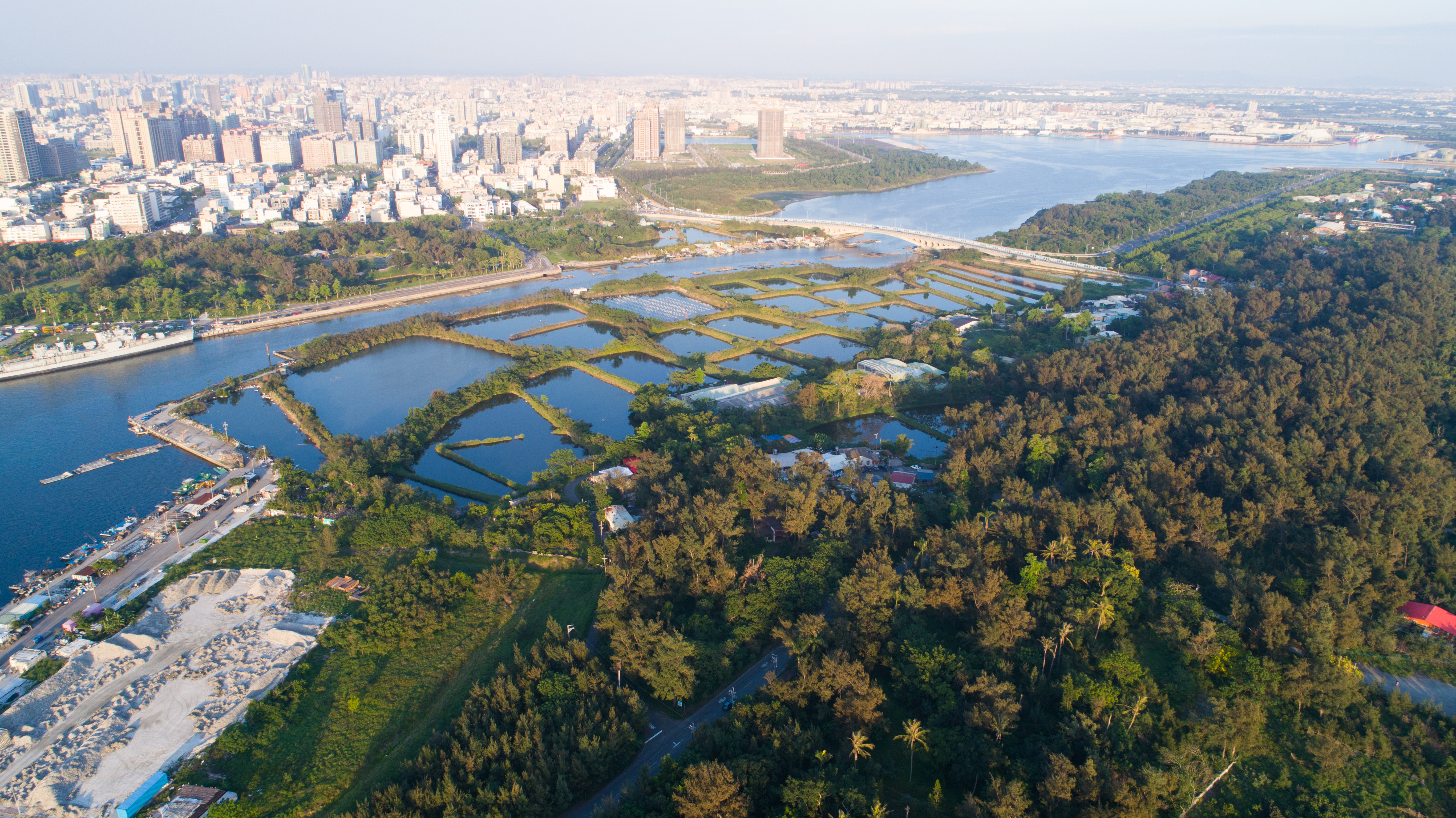
漁光島周邊
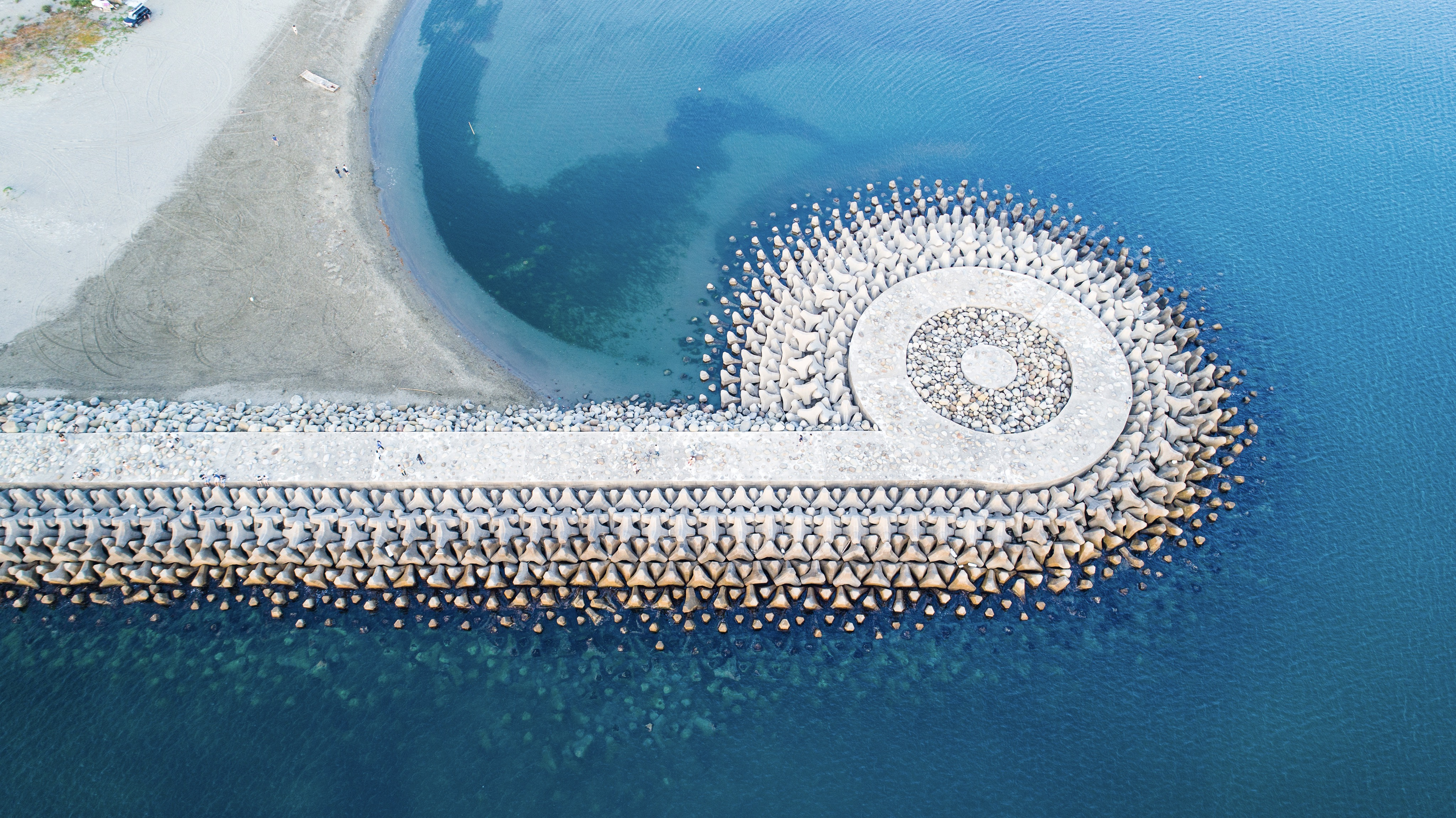
台南安平區漁光島沙灘附近的消坡堤
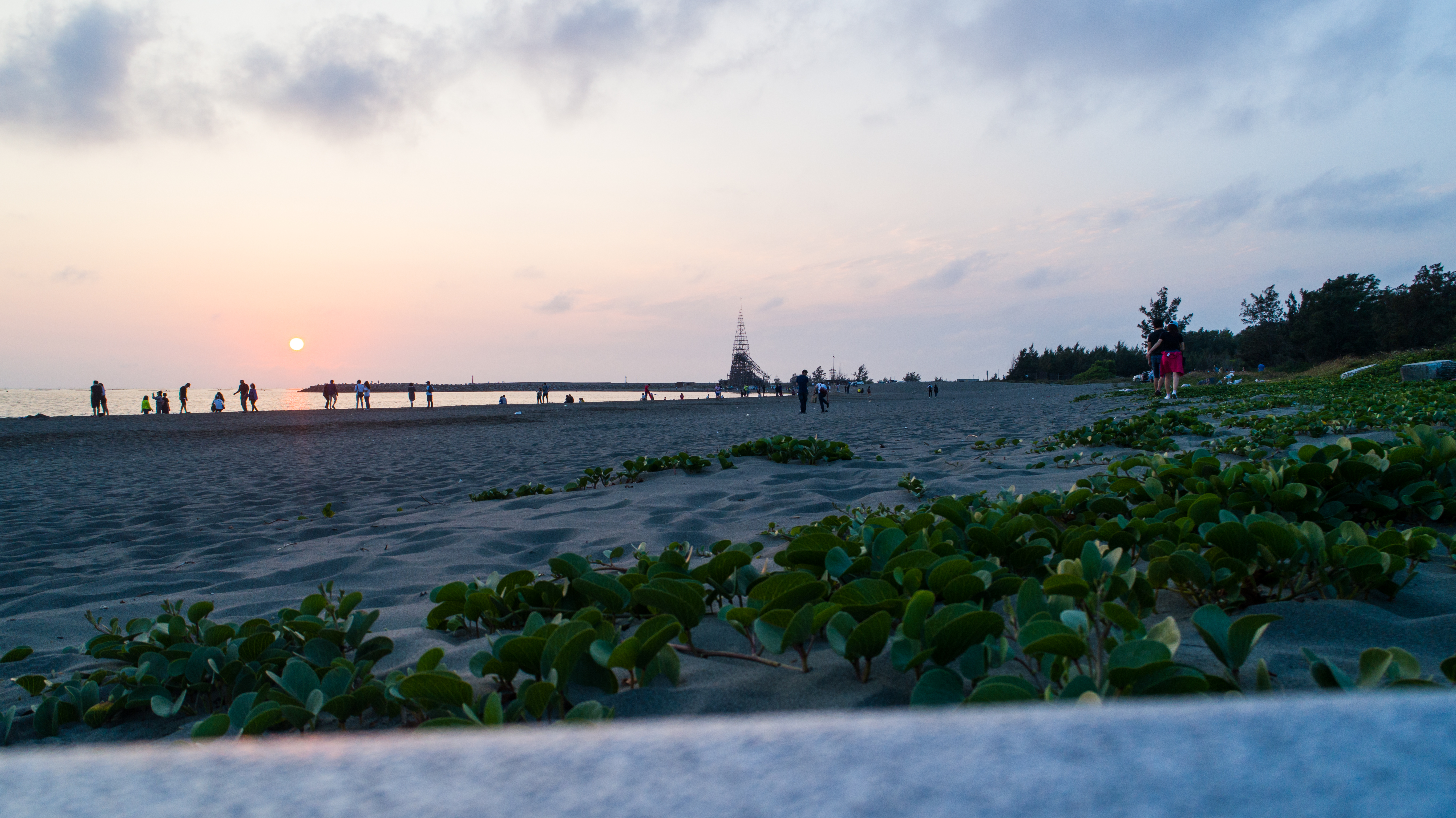
漁光島沙灘
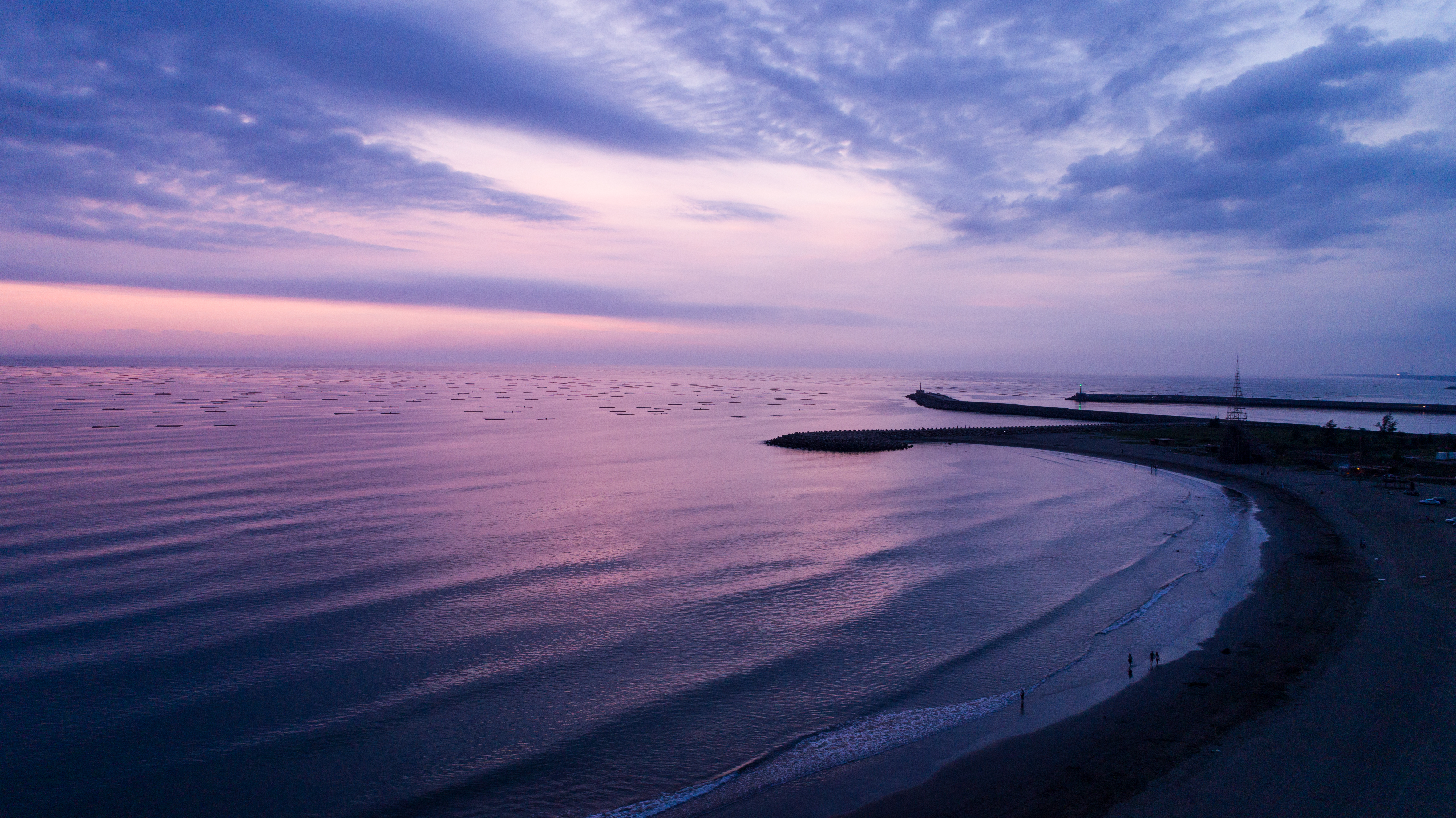
傍晚的漁光島海岸